# Strumaria pygmaea
Strumaria pygmaea là một loài thực vật có hoa trong họ Amaryllidaceae. Loài này được Snijman miêu tả khoa học đầu tiên năm 1994.